# Salles (Tarn)
Salles település Franciaországban, Tarn megyében. Lakosainak száma 196 fő (2022. január 1.). Salles Livers-Cazelles, Monestiés, Saint-Marcel-Campes, Le Ségur és Virac községekkel határos.

## Népesség
A település népessége az elmúlt években az alábbi módon változott:
| Lakosok száma | 185  | 183  | 187  | 186  | 191  | 195  | 194  | 195  | 196  |
|               | 2013 | 2015 | 2016 | 2017 | 2018 | 2019 | 2020 | 2021 | 2022 |